# Lendínez
Lendínez es una pedanía que pertenece al término municipal de Torredonjimeno, en la provincia de Jaén (España). Está situada entre los pueblos de Torredonjimeno, Martos, Santiago de Calatrava e Higuera de Calatrava, siendo la distancia a este último de 5 km.
La pedanía contaba en 2023 con 5 habitantes, según datos del Instituto Nacional de Estadística.

## Historia
Pocos son los datos históricos que se conservan sobre Lendínez aunque existen numerosos restos en los alrededores que evidencian la presencia de poblados antiguos.
A 1,5 km se encuentra la Nava de Martos, un conjunto histórico propiedad de Bellas Artes; también a 1 km, en el lugar llamado Cerro de Piedras Cucas, se conservan algunos restos de un templo íbero; y en los alrededores más próximos se pueden vislumbrar restos de casas romanas.
Según algunos historiadores, Lendínez fue lugar de paso de la Cañada Real del Camino de Granada, que servía para que los comerciantes castellanos negociaran con los musulmanes del Reino de Granada.
En 1228, durante la reconquista, Lendínez, al formar parte del territorio de Martos, pasó a ser propiedad de la Orden de Calatrava como lo demuestra el Pozo de la Orden de Calatrava que indica de la presencia de esta orden militar. 
Posteriormente, durante la Guerra Civil, Lendínez sería zona de frente entre nacionales y republicanos, como lo demuestran las trincheras y polvorines que aún pueden verse en el lugar, y en perfecto estado.